# Niccolò Bonafede
Nicolò Bonafede (Monte San Giusto, 1463 – Monte San Giusto, 6 gennaio 1534) è stato un vescovo cattolico e condottiero italiano.

## Biografia

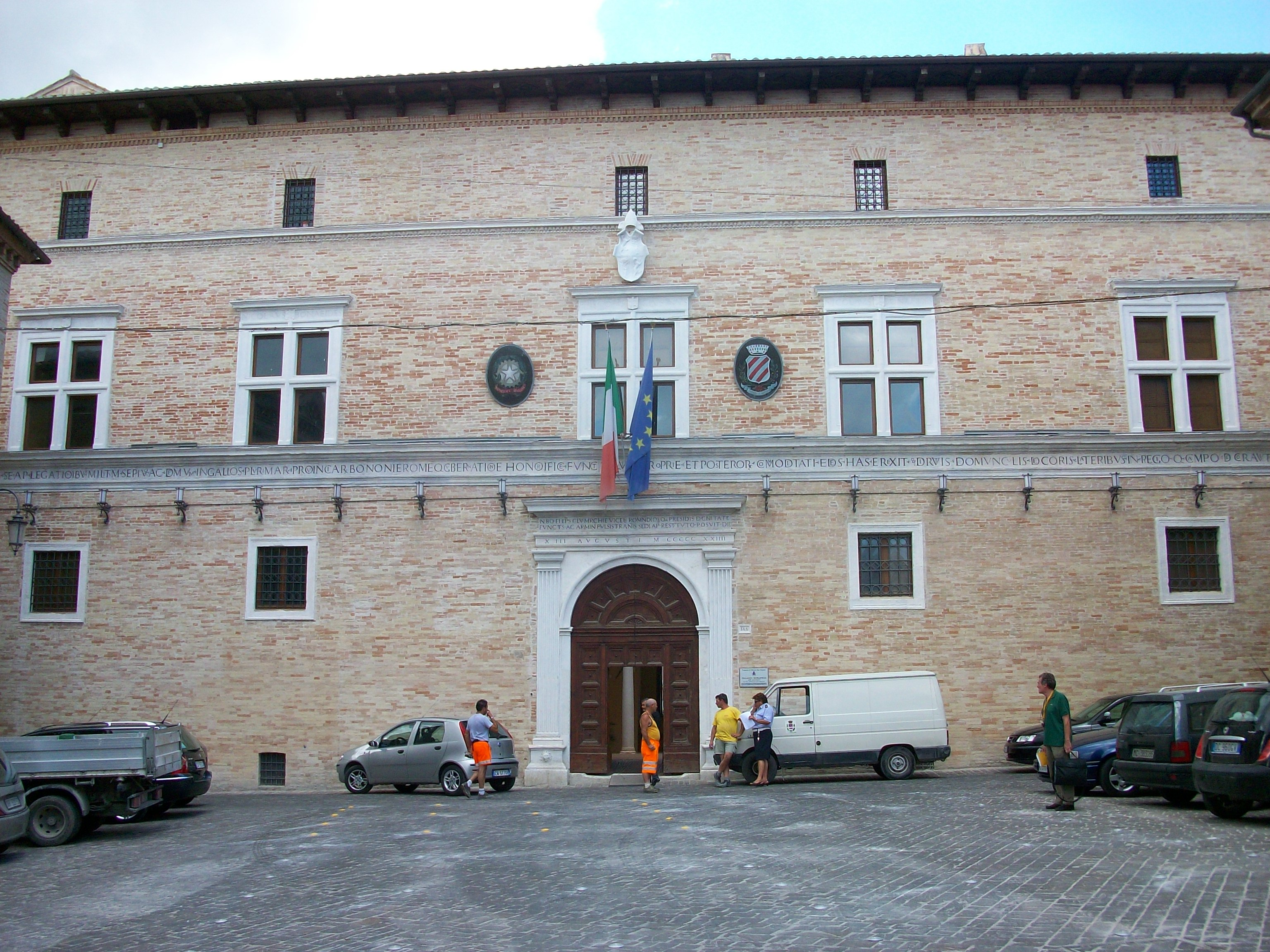
Monte San Giusto, Palazzo Bonafede del XVI secolo, attuale sede comunale.

Nato a Monte San Giusto nel 1463 da Tommaso, appartenente a una nobile famiglia fermana, diviene vescovo di Chiusi e officiale della corte romana negli anni che vanno da Alessandro VI a Clemente VII.
Fu uno degli uomini più influenti del Rinascimento, fra gli strateghi militari più ammirati del suo tempo.
Molto legato alla sua terra sarà promotore di numerose opere, vi fa costruire un palazzo (Palazzo Bonafede), uno dei palazzi più importanti del Rinascimento italiano, commissionato all'architetto dei pontefici Antonio da Sangallo. Istituì nel suo feudo una corte rinascimentale. Tra i grandi artisti che lavorarono per lui vi fu Lorenzo Lotto al quale commissionerà l'importante opera de Crocifissione.
Morirà a 71 anni nel 1534.
È considerato uno degli uomini d'armi più importanti del Rinascimento.
Monaldo Leopardi si interesserà alla vita del vescovo, di cui pubblicherà, nel 1832 a Pesaro, una parziale biografia.
Suoi discenti diretti sono i conti Maggiori di Fermo per via del matrimonio contratto fra l'ultima discendente del casato Giuseppina Bonafede con il conte Alessandro Maggiori.